# Década Infame
É conhecido como a "Década Infame" na Argentina, o período iniciado em 6 de setembro de 1930 com o golpe civil-militar que derrubou o presidente Hipólito Yrigoyen por José Félix Uriburu e terminou em 4 de junho de 1943 com o golpe militar que derrubou o presidente Ramón Castillo. O nome foi dado pelo historiador José Luis Torres.

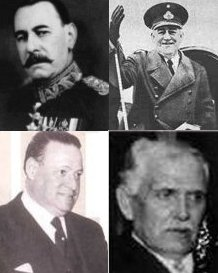
Os quatro presidentes do período: Uriburu, Justo, Ortiz e Castillo

Com o contexto global da Grande Depressão, em primeiro lugar, e depois a Guerra Civil Espanhola (1936-1939) e a Segunda Guerra Mundial (1939-1945), a fase foi caracterizada pela fraude eleitoral sistemática, a repressão de opositores, proscrição da União Cívica Radical e a corrupção generalizada.

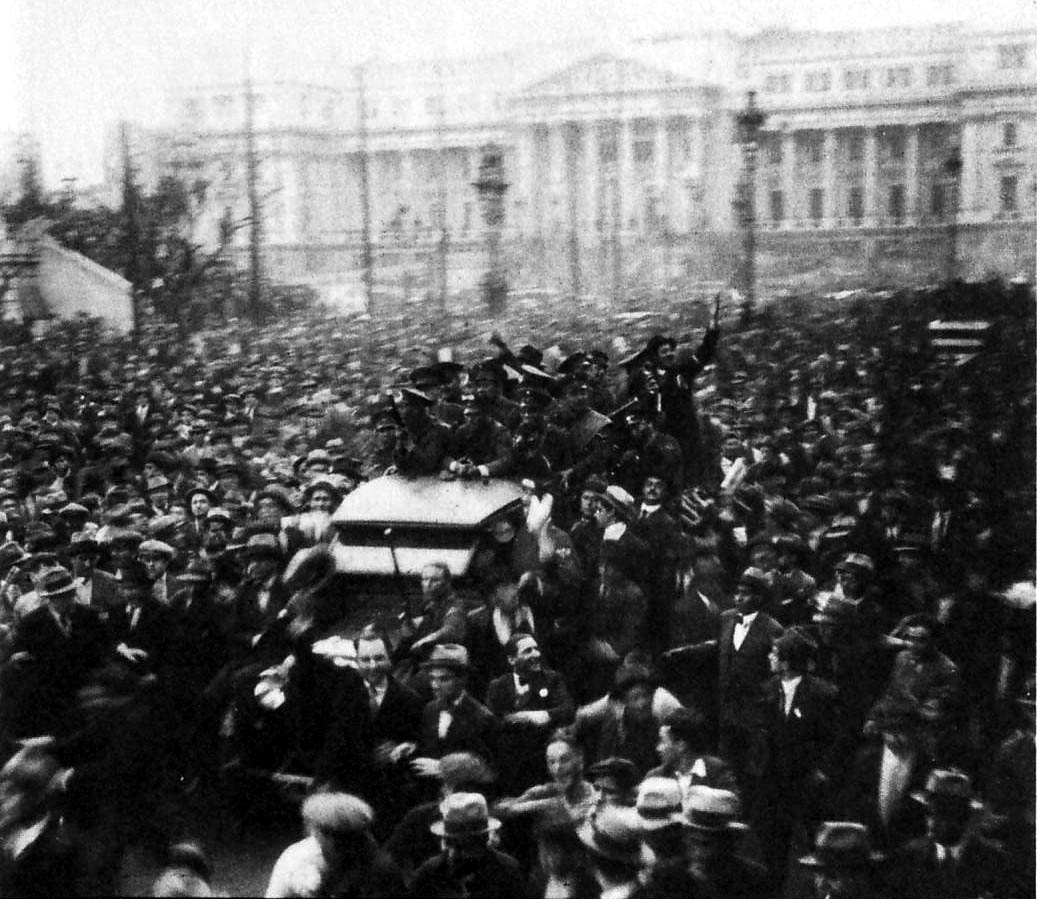
O Golpe de Estado de 6 de setembro de 1930.

Nesta conjuntura, a Argentina negociou o Pacto Roca-Runciman com o Reino Unido, que assegurou as exportações de carne, em troca de concessões econômicas importantes por parte da Argentina, entre os quais destacou a disposição de todos os meios de transportes públicos de Buenos Aires para uma empresa britânica chamada Transport Corporation. Além disso, o isolamento comercial das grandes potências acabou ajudando a iniciar o desenvolvimento industrial através da substituição de importações. A política econômica tornou-se intervencionista e criou-se o Banco Central da Argentina, junto com muitas agências reguladoras e públicas.
Durante este período também começou a migração maciça das zonas rurais para as cidades e as províncias do norte de Buenos Aires e o desenvolvimento do setor industrial que, em 1943, superou o setor agrícola, pela primeira vez na história da Argentina.
Esta década foi marcada pelo êxodo rural significativo, muitos pequenos proprietários rurais sendo arruinados pela Grande Depressão, o que empurrou o país para a industrialização por substituição de importação. Os maus resultados econômicos da política e o descontentamento popular levaram a um outro golpe em 1943, a "Revolução de 43", pelo Grupo de Oficiales Unidos (GOU), a facção nacionalista das Forças Armadas, contra o presidente interino Ramón Castillo, pondo o fim a Década Infame.

## Governantes da Década Infame
- José Félix Uriburu (1930-1931)
- Agustín Pedro Justo (1932-1938)
- Roberto Marcelino Ortiz (1938-1940)
- Ramón S. Castillo (1940-1943)

## Outros usos
A Presidência de 10 anos de Carlos Menem (dois períodos consecutivos, 1989-1999) tem sido referido como a "segunda" (ou a "nova") Década Infame por fortes críticas das suas políticas neoliberais e sua corrupção percebida, especialmente pela ala esquerda. O período de 1999-2001 com Fernando de la Rúa, por vezes, é incluído, como uma continuação dessas políticas.